# Anania luteorubralis
Anania luteorubralis is een vlinder van de familie van de grasmotten (Crambidae). De wetenschappelijke naam van deze soort is voor het eerst voorgesteld als Pyrausta luteorubralis door Aristide Caradja in een publicatie uit 1916.
De soort komt voor in China (Xinjiang).